# Улица Политрука Пасечника
Улица Политрука́ Па́сечника — улица в Красносельском районе Санкт-Петербурга на территории посёлка Горелово, в бывшей деревне Торики.

## История
Улица названа в честь политрука Артёма Спиридоновича Пасечника (1913—1940) — Постановление Ленгорисполкома № 435 от 17 июля 1982 года. Пасечник погиб во время советско-финской войны.

## Объекты

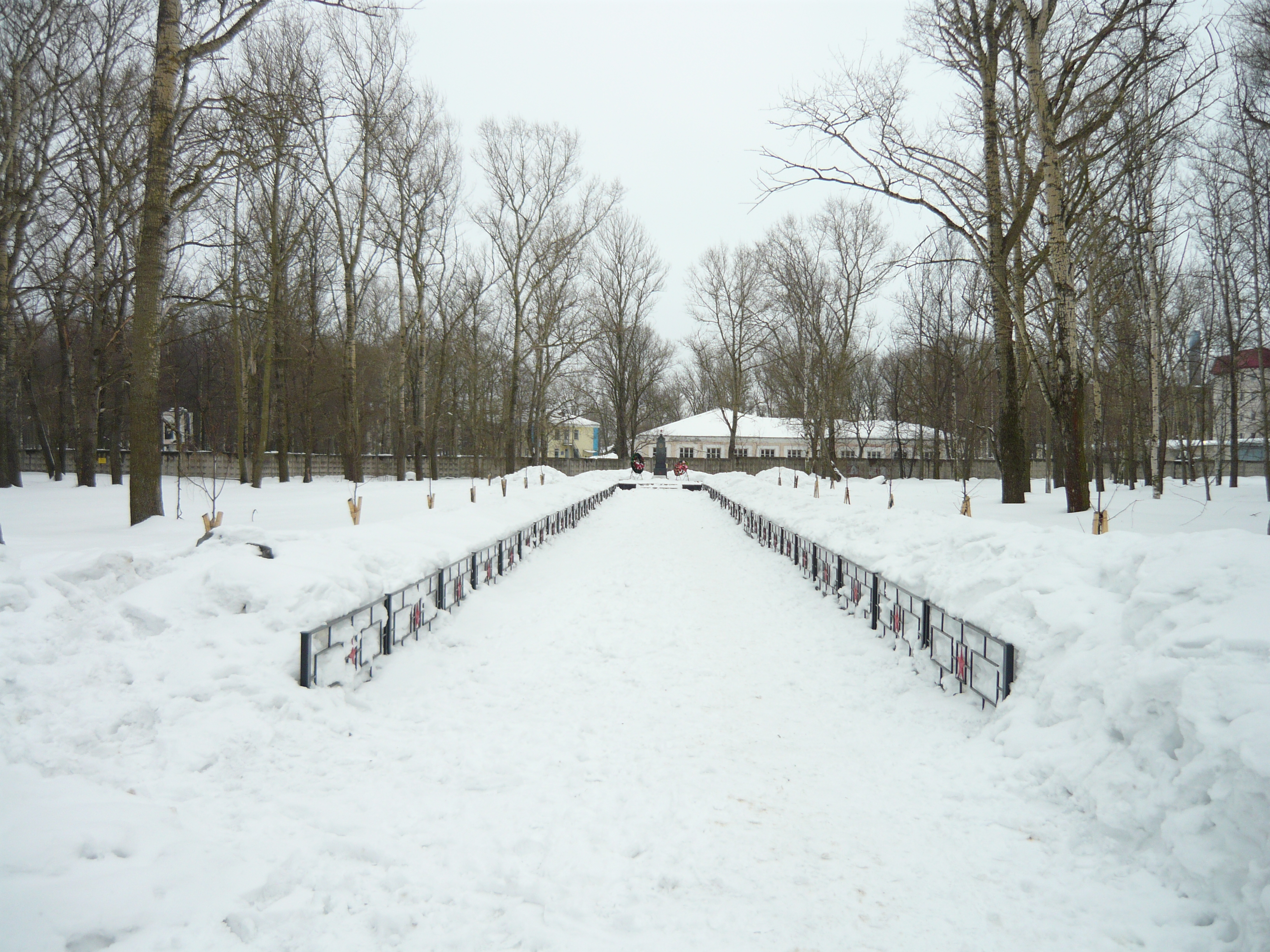
Сквер и воинский мемориал

На улице находятся образовательные учреждения:
- школа № 398 (улица Политрука Пасечника, дом 3),
- детсад № 16 (улица Политрука Пасечника, дом 14, корпус 2).

В конце улицы находятся гаражи, в начале — Гореловское озеро. Также в сквере близ улицы находится воинский мемориал: братская могила летчиков, погибших в период Советско-финской войны. Здесь же захоронены Герои Советского Союза А. С. Пасечник и М. П. Тюрин.

## Транспорт
Социальный автобус № 81 (Счастливая улица — улица Политрука Пасечника), 181 (ст. м. «Проспект Ветеранов» — поселок Новоселье).